# Cervicitis
La cervicitis és la inflamació del coll uterí. La cervicitis en les dones té moltes característiques en comú amb la uretritis en els homes i molts casos són causats per infecció de transmissió sexual. Les causes no infeccioses de cervicitis poden incloure dispositius intrauterins, diafragmes anticonceptius i reaccions d'al·lèrgia a espermicides o a preservatius de làtex.
La cervicitis afecta més de la meitat de totes les dones durant la seva vida adulta.
La cervicitis pot ascendir i provocar endometritis i malaltia inflamatòria pelviana. La cervicitis pot ser aguda o crònica.